# Eduard Engel
Eduard Engel, född 12 november 1851 i Stolp, död 23 november 1938 i Bornim nära Potsdam, var en tysk-judisk litteraturhistoriker.
Engel skrev de omtvistade Geschichte der französischen Literatur (1882) och Geschichte der englischen Literatur (1883) samt drev även språklig puristisk propaganda i Deutsche Stilkunst (1911), Sprich Deutsch! (1917), Entwelschung (1918) med flera arbeten, alla utgivna i en mängd upplagor.